# Schulstartpaket
Ein Schulstartpaket (SSP, auch als Schulstartklar!-Aktion oder Schulstartplus!-Aktion bezeichnet) bezeichnet eine Maßnahme des österreichischen Sozialministeriums (BMASGK), mit der Kindern in besonders einkommens- und vermögensschwachen Haushalten seit 2015 jedes Jahr eine Sachunterstützung gewährt wird. Es handelt sich dabei um eine Leistung des Typs materieller Basisunterstützung in Umsetzung der Verpflichtungen der Republik Österreich aus der Verordnung (EU) Nr. 223/2014 (EHAP-Verordnung) der Europäischen Union.

## Geschichte
Im Rahmen der Schulstartaktion wurde von der Volkshilfe Vorarlberg bereits 2008 eine Maßnahme zur Unterstützung armutsgefährdeter Familien durch private Eigeninitiative geschaffen. Im September jeden Jahres können dort bedürftige Kinder seit 2008 bis heute, unabhängig ob die Eltern Sozialhilfe oder Mindestsicherung beziehen, Geld- und Sachleistungen erhalten, um die kostenintensive Einschulung schulpflichtiger Kinder für die Eltern zu erleichtern. Seit 2011 wird diese Schulstartaktion von der österreichischen Volkshilfe in allen Bundesländern als Privatinitiative durchgeführt und durch Spenden finanziert.
Bereits vor der Einführung des bundeseinheitlichen Schulstartpaketes 2015 gab es in verschiedenen Bundesländern unterschiedliche Systeme zur Unterstützung von Kindern und deren Eltern bei der Einschulung bzw. zum Schulanfang durch die öffentliche Hand. Lediglich in Niederösterreich, der Steiermark und in Vorarlberg gab es keine solchen Leistungen. Im Burgenland und in Oberösterreich gab es ein Schulstartgeld bzw. eine Schulbeginnhilfe jeweils in der Höhe von 100 Euro, jedoch nur zu Beginn der ersten Klasse der Volksschule. In Kärnten, Tirol und Salzburg gab es jeweils ein bedarfsgeprüftes Schulstartgeld bzw. eine bedarfsgeprüfte „Schulstarthilfe“. In Kärnten wurde Kindern der ersten bis neunten Schulstufe ein Gutschein im Gegenwert von 50 Euro gewährt. In Tirol konnten Kinder im Pflichtschulalter von 6 bis 15 Jahren eine Schulstarthilfe in Höhe von 145,35 Euro pro schulpflichtiges Kind erhalten. In Salzburg konnte einmalig pro Jahr ein minderjähriges Kind in Haushalten mit Sozialhilfebezug ein Schulmittelbeitrag von etwa 170 EURO ausbezahlt werden. In Wien wurde im Rahmen des sogenannten Warenkorbs ein Zuschuss für den Erwerb von Schulmaterialien zur Verfügung gestellt (etwa 30 bis 74 Euro). Pro Kind in der Primarstufe (Volksschule) wurden 33 EUR pro Jahr zur Verfügung gestellt, pro Kind in der Sekundarstufe 1 rund 50 Euro pro Jahr.
2023 gab es in Ablösung der Aktion Schulstartpaket die bundeseinheitliche Aktion Schulstartklar! des Sozial-Ministeriums und der Europäischen Kommission in Zusammenarbeit mit dem jeweiligen Bundesland in Österreich, mit welcher Schüler aus einkommensschwache Familien mit Gutscheinen für Schulartikeln unterstützt wurden. Ab 2024 werden im Rahmen der Aktion Schulstartplus! von diesen öffentlichen Trägern auch Produkte wie Lebensmittel, Bekleidung, Hygieneartikel und Schulartikel gefördert bzw. Gutscheine zur Verfügung gestellt.
Seit 2024 wird die Schulstart des Sozialministeriums zweimal im Jahr (Frühjahr und Sommer) durchgeführt.

## Ziel und Ursache
Ziel ist es unter anderem auch die soziale Ungleichheit auszugleichen. Unmittelbar nach Schulbeginn müssen Familien in Österreich in kurzer Zeit (September bis Oktober) nicht nur die Materialien (Schulhefte, Schreibzeug, Zeichenmaterial etc.), sondern auch Ausflüge und Exkursionen aus dem Familieneinkommen finanzieren. Nach einer Untersuchung der Arbeiterkammer fallen in dieser Zeit durchschnittlich rund 855 Euro pro Schulkind an. Im Durchschnitt geben Eltern in Österreich für ein Kind in der ersten Klasse Volksschule für die Erstausstattung rund 200 Euro aus, wobei die Bandbreite zwischen 90 und rund 300 Euro liegt.
2019 gab alleine die Volkshilfe Österreich im Rahmen ihrer – vom Schulstartpaket unabhängigen – Initiative Schulstartaktion Gutscheine im Wert von 60.000 Euro in Form von LIBRO Gutscheinen an Familien mit schulpflichtigen Kindern aus, deren Einkommen unter der Armutsgefährdungsschwelle liegt. Die Volkshilfe Vorarlberg vergab zudem tausende Euro an Geldunterstützung.

## Finanzierung
Etwa 55.000 Schüler sind in Österreich berechtigt, ein Schulstartpaket zu beziehen. 2015 waren es 33.213 Pakete, 2016: 40.994 Pakete, 2017: ca. 45.000 Pakete, 2018 genau 45.057, welche ausgegeben wurden.
Das Schulstartpaket wird aus den Mitteln des europäischen Hilfsfonds (85 %) und des Sozialministeriums (15 %) finanziert und vom Roten Kreuz (ÖRK) ausgegeben. In den Jahren 2015 bis 2018 wurden rund 164.000 Schulstartpakete verteilt. Ein Schulstartpaket hat etwa einen Wert von 70 Euro.
Das Österreichische Rote Kreuz erhält für die Verteilung der Schulstartpakete bis 2017 10 % der Gesamtkosten für die Schulpakete als Förderung. Ab 2018 sind es 15 %.
Seit 2022 wird die diese Schulstartaktion von der Volkshilfe organisiert, nachdem sich das Österreichische Rote Kreuz zurückgezogen hatte.

## Antragstellung und Lieferung
Die Vorgangsweise zum Erhalt des Schulstartpaketes war ursprünglich in vier Grundschritte unterteilt.
1. Antragstellung mit Angabe des gewünschten Pakets,
2. Genehmigung durch die zuständige Landesregierung,
3. mit dem Antragsformular und einem Lichtbildausweis persönlich zum Roten Kreuz gehen, wo ein Abholschein ausgestellt wird,[19]
4. mit dem Abholschein und einem Lichtbildausweis persönlich zur zuständigen Rot-Kreuz-Stelle gehen und das Schulstartpaket abholen.

Es kann aus neun Paketen (2019, 2016 bis 2018 standen noch 11 zur Auswahl) ausgewählt werden, die verschiedene Inhalte haben. Eine individuelle Zusammenstellung, wie bei der Volkshilfe Schulstartaktion ist nicht möglich. Die Antragsteller müssen persönlich erscheinen und das Paket abholen.
Mit der Schulstartplus!-Aktion wurde das System auf die Ausgabe von Gutscheinen (Libro/Pagro bzw. Sodexo) umgestellt. Bezugsberechtigt sind Kinder, deren Eltern Sozialhilfe oder Mindestsicherung beziehen. Mit dem Frühjahr 2025 wurde das Ausgabessystem weitgehend automatisiert und wird über eine Webseite abgewickelt.